# Saint-Georges-de-Baroille
Saint-Georges-de-Baroille är en kommun i departementet Loire i regionen Auvergne-Rhône-Alpes i centrala Frankrike. Kommunen ligger i kantonen Saint-Germain-Laval som tillhör arrondissementet Roanne. År 2022 hade Saint-Georges-de-Baroille 452 invånare.

## Befolkningsutveckling
Antalet invånare i kommunen Saint-Georges-de-Baroille
| Referens: INSEE |